# 山口正之 (経済学者)
山口 正之（やまぐち まさゆき、1918年1月1日 - 1999年3月18日）は、日本のマルクス経済学者。
佐賀県佐賀市出身。東京帝国大学経済学部卒。立命館大学産業社会学部教授、1983年定年、名誉教授、大阪経済法科大学教授。日中友好協会会長を務めた。1999年、肺炎のため死去。

## 著書
- 『マルクス主義と産業社会論』1969 新日本新書
- 『現代社会と知識労働』新日本新書 1972
- 『経済科学におけるレーニン主義』汐文社 1973
- 『経済の科学 変革期の経済学』青木書店 1975
- 『社会革新と管理労働』汐文社 1976
- 『中国の対外政策と国際関係』日中出版 1976
- 『近代経済学と史的唯物論』新日本出版社 1981
- 『危機の時代の経済学』新日本新書 1983
- 『若い世代の自由な連帯』学習の友社 1983
- 『現代社会経済学 労働の社会化の歴史と理論』青木書店 1984
- 『資本主義はどこまできたか』大月書店 1989
- 『大激動と変革への道 世界の大激動と社会主義の未来を解明,変革の運動に確信をあたえる』機関紙共同出版ブックフォーラム 1990
- 『社会経済学なにを再生するか』青木書店 1994
- 『社会主義の崩壊と資本主義のゆくえ』大月書店 1996

### 共編著
- 『講座現代日本社会の構造変化』第1巻　現代日本社会の構造変化と国際化』菊井礼次共編 有斐閣 1986
- 『どこへ行く社会主義と資本主義』大西広,森岡孝二共著 かもがわブックレット 1990
- 『ソ連の「社会主義」とは何だったのか』大谷禎之助・大西広共編、大月書店、1996

### 翻訳
- ポール・ウォーリック『フランス人民戦線と議会 立法過程の計量分析』監訳 向井喜典,岩村等ほか訳 大阪経済法科大学出版部 1995
- ケネス・ムーレ『大恐慌とフランス通貨政策 ポアンカレ・フランの管理の経済的理解と政治的拘束,1926～1936年』監訳 向井喜典ほか訳 晃洋書房 1997